# Carora
Carora ist eine Stadt im venezolanischen Bundesstaat Lara. Carora ist der Verwaltungssitz vom Gemeindebezirk Torres (Municipio Pedro Leon Torres).

## Geschichte
Ursprünglich wohnten in dieser Region Uramerikaner des Axaguas-Stammes, die sich mit Jirajaras gemischt hatten. Carora wurde zweimal von den Spaniern gegründet. Zuerst tat es 1569 Juan de Tejo. Das spanische Dorf musste aber kurz darauf wegen der Anschläge der Ureinwohner verlassen werden. Juan de Salamanca hat es dann im Jahr 1572 wieder gegründet.
Die Kirche von Johannes dem Täufer wurde am Anfang des 17. Jahrhunderts gebaut.

## Söhne und Töchter
- Carlos Enrique Curiel Herrera (* 1960), römisch-katholischer Ordensgeistlicher, Bischof von Carora
- Héctor Mujica (1927–2002), Politiker, Journalist, Schriftsteller und Hochschullehrer